# Which Woman?
Which Woman? is een Amerikaanse dramafilm uit 1918 onder regie van Tod Browning en Harry A. Pollard.

## Verhaal
Doris Standish moet trouwen met een bejaarde miljonair. Op aanraden van een keukenmeid springt ze in een auto, die wordt bestuurd door Jimmy Nevin. Na een auto-ongeluk schuilen Doris en Jimmy in een schuur voor een storm. De huisknecht en de keukenmeid komen naar die schuur met gestolen huwelijksgeschenken. Doris verwisselt de zakken en gaat met Jimmy naar een pension, maar de dieven volgen hen. Doris slaat op de vlucht, maar de dieven sluiten de miljonair en haar oom op, voordat ze hen kan waarschuwen. Doris keert terug naar het pension en wordt gevolgd door de politie. De dieven worden gearresteerd. Jimmy vraagt Doris ten huwelijk en de miljonair geeft hun zijn zegen.

## Rolverdeling
| Acteur               | Personage        |
| -------------------- | ---------------- |
| Ella Hall            | Doris Standish   |
| Priscilla Dean       | Mary Butler      |
| A. Edward Sutherland | Jimmy Nevin      |
| Edward Jobson        | Cyrus W. Hopkins |
| Andrew Robson        | Peter Standish   |